# Farmacopeia Brasileira
A Farmacopeia Brasileira é o Código Oficial Farmacêutico seguido no Brasil. Tem como função principal estabelecer os requisitos mínimos de qualidade de medicamentos e outras formas farmacêuticas para uso em saúde. Esta entidade pertence à Agência Nacional de Vigilância Sanitária (ANVISA) e atualmente é presidida pelo farmacêutico Norberto Rech. É a entidade homóloga do INFARMED em Portugal.
A primeira edição da Farmacopeia Brasileira data de 1929, ela foi elaborada por uma comissão que se constituía de professores doutores, eram eles: Antônio Pacheco Leão, Renato de Souza Lopes, Artidonio Pamplona, Machado filho, Isaac Werneck da Silva Santos e Alfredo da Silva Moreira. Em dezembro de 2010 foi lançada a quinta edição, revogando as anteriores de 1929, 1959, 1976 e a iniciada em 1988 (fascículos de 1996, 2000, 2001, 2002, 2003, 2005).